# Першоконстантиновка
Першоконстантиновка (укр. Першокостянтинівка) — село в Чаплинской поселковой общине Каховского района Херсонской области Украины 
Население по переписи 2001 года составляло 1424 человека. Почтовый индекс — 75242. Телефонный код — 5538. Код КОАТУУ — 6525483101.

## Местный совет
75242, Херсонская обл., Каховский р-н, с. Першоконстантиновка, ул. Мира, 1